# Amaurobius
Amaurobius è un genere di ragni appartenente alla famiglia delle Amaurobiidae e descritta per la prima volta da Carl Ludwig Koch nel 1837.

## Specie
Questo genere ha un totale di 67 specie:
- Amaurobius agastus Chamberlin, 1947
- Amaurobius annulatus Kulczyński, 1906
- Amaurobius antipovae Marusik & Kovblyuk, 2004
- Amaurobius asuncionis Mello-Leitão, 1946
- Amaurobius ausobskyi Thaler & Knoflach, 1998
- Amaurobius barbaricus Leech, 1972
- Amaurobius barbarus Simon, 1911
- Amaurobius borealis Emerton, 1909
- Amaurobius candia Thaler & Knoflach, 2002
- Amaurobius cerberus Fage, 1931
- Amaurobius corruptus Leech, 1972
- Amaurobius crassipalpis Canestrini & Pavesi, 1870
- Amaurobius cretaensis Wunderlich, 1995
- Amaurobius deelemanae Thaler & Knoflach, 1995
- Amaurobius diablo Leech, 1972
- Amaurobius distortus Leech, 1972
- Amaurobius dorotheae Chamberlin, 1947
- Amaurobius drenskii Kratochvíl, 1934
- Amaurobius erberi Keyserling, 1863
- Amaurobius fenestralis Ström, 1768
- Amaurobius ferox Walckenaer, 1830
- Amaurobius festae Caporiacco, 1934
- Amaurobius galeritus Leech, 1972
- Amaurobius geminus Thaler & Knoflach, 2002
- Amaurobius hagiellus Chamberlin, 1947
- Amaurobius heathi Chamberlin, 1947
- Amaurobius hercegovinensis Kulczyński, 1915
- Amaurobius intermedius Leech, 1972
- Amaurobius jugorum L. Koch, 1868
- Amaurobius koponeni Marusik, Ballarin & Omelko, 2012
- Amaurobius kratochvili Miller, 1938
- Amaurobius latebrosus Simon, 1874
- Amaurobius latescens Chamberlin, 1919
- Amaurobius leechi Brignoli, 1983
- Amaurobius lesbius Bosmans, 2011
- Amaurobius longipes Thaler & Knoflach, 1995
- Amaurobius mathetes Chamberlin, 1947
- Amaurobius mephisto Chamberlin, 1947
- Amaurobius minor Kulczyński, 1915
- Amaurobius minorca Barrientos & Febrer, 2018
- Amaurobius minutus Leech, 1972
- Amaurobius obustus L. Koch, 1868
- Amaurobius occidentalis Simon, 1893
- Amaurobius ossa Thaler & Knoflach, 1993
- Amaurobius pallidus L. Koch, 1868
- Amaurobius palomar Leech, 1972
- Amaurobius paon Thaler & Knoflach, 1993
- Amaurobius pavesii Pesarini, 1991
- Amaurobius pelops Thaler & Knoflach, 1991
- Amaurobius pesarinii Ballarin & Pantini, 2017
- Amaurobius phaeacus Thaler & Knoflach, 1998
- Amaurobius prosopidus Leech, 1972
- Amaurobius ruffoi Thaler, 1990
- Amaurobius scopolii Thorell, 1871
- Amaurobius similis Blackwall, 1861
- Amaurobius songi Zhang, Wang & Zhang, 2018
- Amaurobius spinatus Zhang, Wang & Zhang, 2018
- Amaurobius strandi Charitonov, 1937
- Amaurobius tamalpais Leech, 1972
- Amaurobius thoracicus Mello-Leitão,
- Amaurobius transversus Leech, 1972
- Amaurobius triangularis Leech, 1972
- Amaurobius tristis L. Koch, 1875
- Amaurobius tulare Leech, 1972
- Amaurobius vachoni Hubert, 1965
- Amaurobius vexans Leech, 1972
- Amaurobius yanoianus Nakatsudi, 1943